# Сентовская волость (Александрийский уезд)
Сентовская волость — административно-территориальная единица Александрийского уезда Херсонской губернии.

## Характеристика
По состоянию на 1886 год состояла из 1 поселения, 1 сельской общины. Население 3189 человек (1550 мужского пола и 1639 женского), 562 дворовых хозяйства.
Поселение волости:
- Сентов — село при реке Вершино-Ингуле в 90 верстах от уездного города, 3189 человек, 562 двора, православная церковь, школа, 8 лавок, рейнский погреб, винный склад, базары по воскресеньям.

| Собственность  | Площадь (в т. ч. пахотной) |
| -------------- | -------------------------- |
| Сельских общин | 5467 (2310)                |
| Казённая       | 717 (47)                   |
| Другая         | 50 (41)                    |
| Всего          | 6134 (2398)                |

По состоянию на 1896 год волость упразднена, территория вошла в состав Оситняжской волости.